# 达拉·托里斯

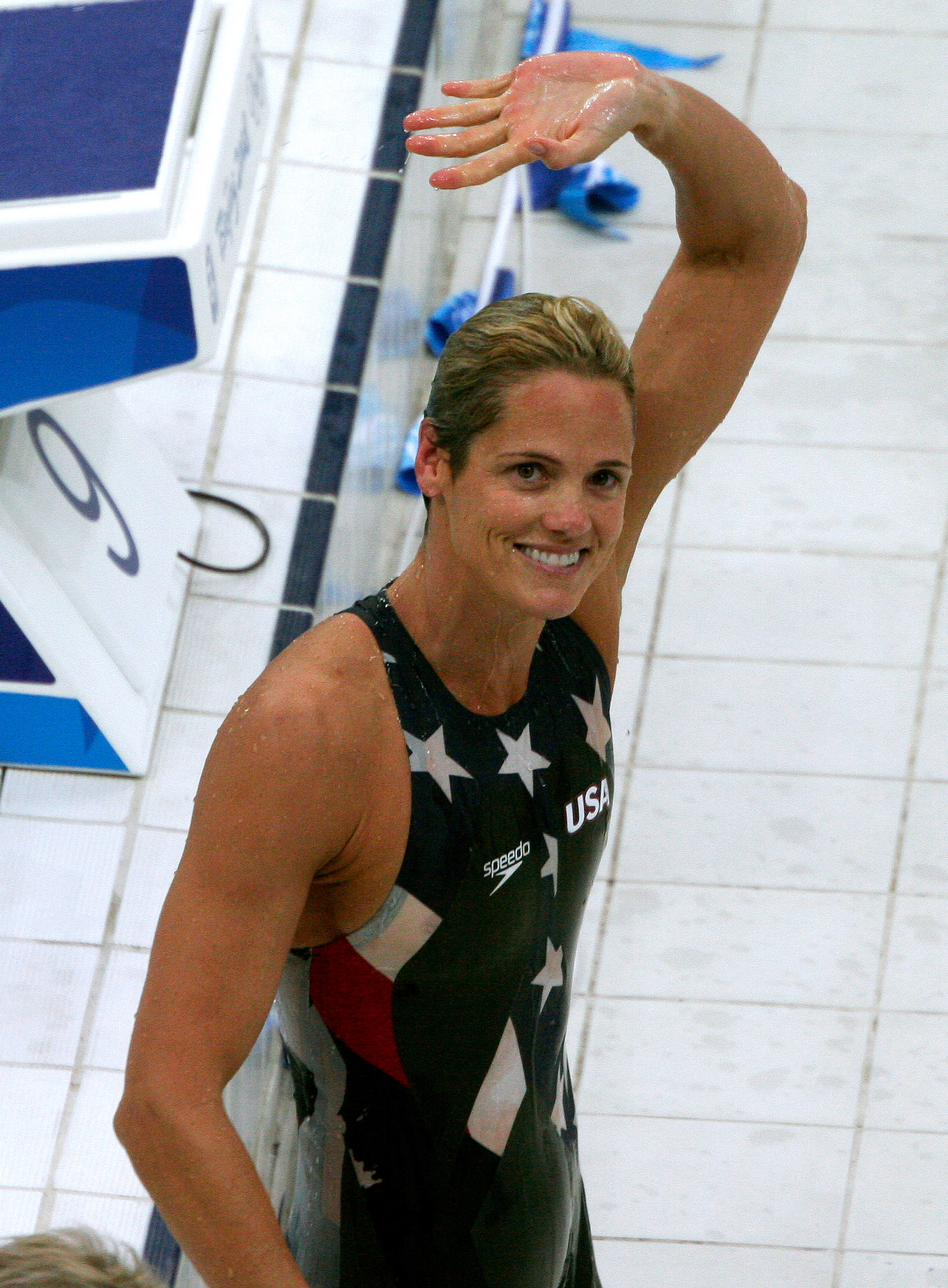
达拉·托里斯

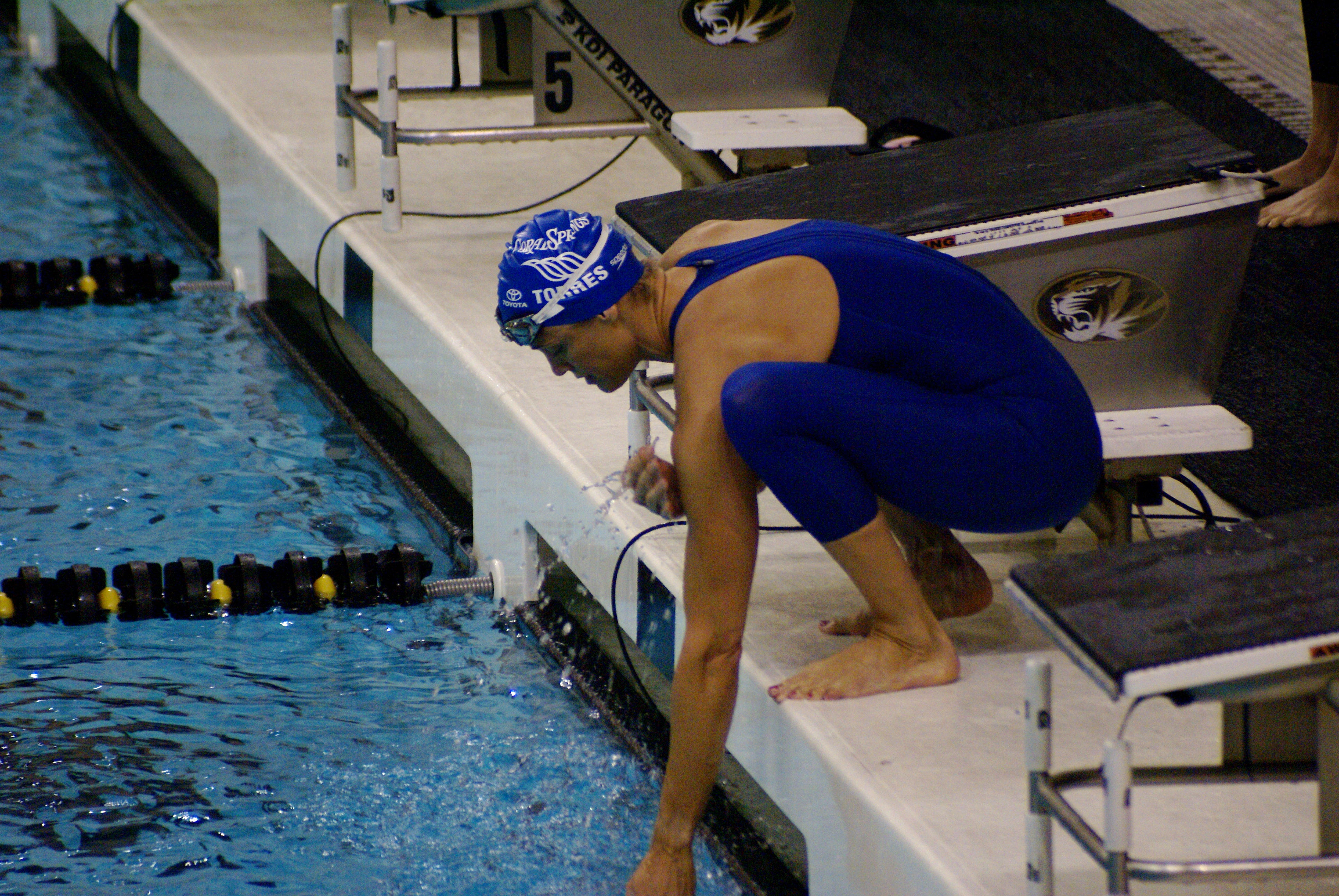
达拉·托里斯

达拉·托里斯（英語：Dara Torres，1967年4月15日—），生于佛罗里达州丘辟特，美国女子游泳运动员。她曾參加1984年、1988年、1992年、2000年和2008年五屆奧運，共獲得4枚金牌、4枚銀牌和4枚銅牌。她在2012年美國奧運游泳選拔賽結束后退役。